# Marco Visconti (miniserie televisiva)
Marco Visconti è uno sceneggiato televisivo italiano prodotto dalla Rai nel 1975 e diretto da Anton Giulio Majano.

## Descrizione
Il formato originario è una miniserie televisiva di sei puntate, ennesima trasposizione dell'omonimo romanzo storico di Tommaso Grossi. L'ultima versione risaliva al 1941, con l'omonimo film diretto da Mario Bonnard. È stato uno degli sceneggiati di maggior successo della Rai, ottenendo consensi anche all'estero.
Tra gli interpreti principali figurano Raf Vallone nel ruolo di Marco Visconti, Gabriele Lavia nel ruolo di Ottorino Visconti, Pamela Villoresi nel ruolo di Bice del Balzo e Warner Bentivegna nel ruolo di Lodrisio Visconti. Nel cast Herbert Pagani nel ruolo di Tremacoldo, giullare e cantastorie, interprete di Cavalli ricamati, tema della sigla di chiusura.
Prevista una distribuzione internazionale, venne realizzato a colori, nonostante la Rai trasmettesse ancora in bianco e nero e fu trasmesso in prima visione dal 4 maggio all'8 giugno 1975 sul Programma Nazionale (l'odierna Rai 1)..
Filmato in teatri di posa, degli esterni furono girati nella Rocca di Angera sul Lago Maggiore, nel Castello Visconteo di Pavia, nella Rocca Sforzesca di Soncino e nel castello di Torrechiara.
Tra le comparse un giovane Marco Columbro, nel ruolo di una guardia del padre di Ermelinda.

## Trama
Nella Milano del XIV secolo il nobile condottiero Marco Visconti conosce la contessa Bice del Balzo, figlia di una donna, Ermelinda, da lui amata in gioventù, che gli fu impedito di prendere in moglie perché la famiglia di lei impose a Ermelinda di sposarsi con il conte Oldrado del Balzo, con cui vive ormai da tempo a Limonta, sulle rive del lago. La straordinaria somiglianza della ragazza con sua madre fa in modo che Marco s'innamori follemente di Bice; ma Bice è innamorata e promessa in sposa al giovane cugino Ottorino Visconti. Marco tenta dunque di impedire le nozze, rapendo sia Bice che Ottorino, con l'aiuto del suo altro cugino, l'ambizioso Lodrisio, e di Pelagrua. Su pressione di Ermelinda, Marco fa liberare i due ostaggi ma è troppo tardi, perché Bice muore durante la prigionia gettandosi dalle mura del castello e Ottorino parte per le Crociate senza farne ritorno.